# Westchester Square–Avenida East Tremont (línea Pelham)
 Westchester Square–Avenida East Tremont  (anteriormente llamada Westchester Square) es una estación en la línea Pelham del Metro de Nueva York de la División A del Interborough Rapid Transit Company. La estación se encuentra localizada en el barrio Eastchester, Bronx y entre la Avenida East Tremont y la Avenida Westchester. La estación es servida en varios horarios por diferentes trenes de los servicios  y .

## Galería

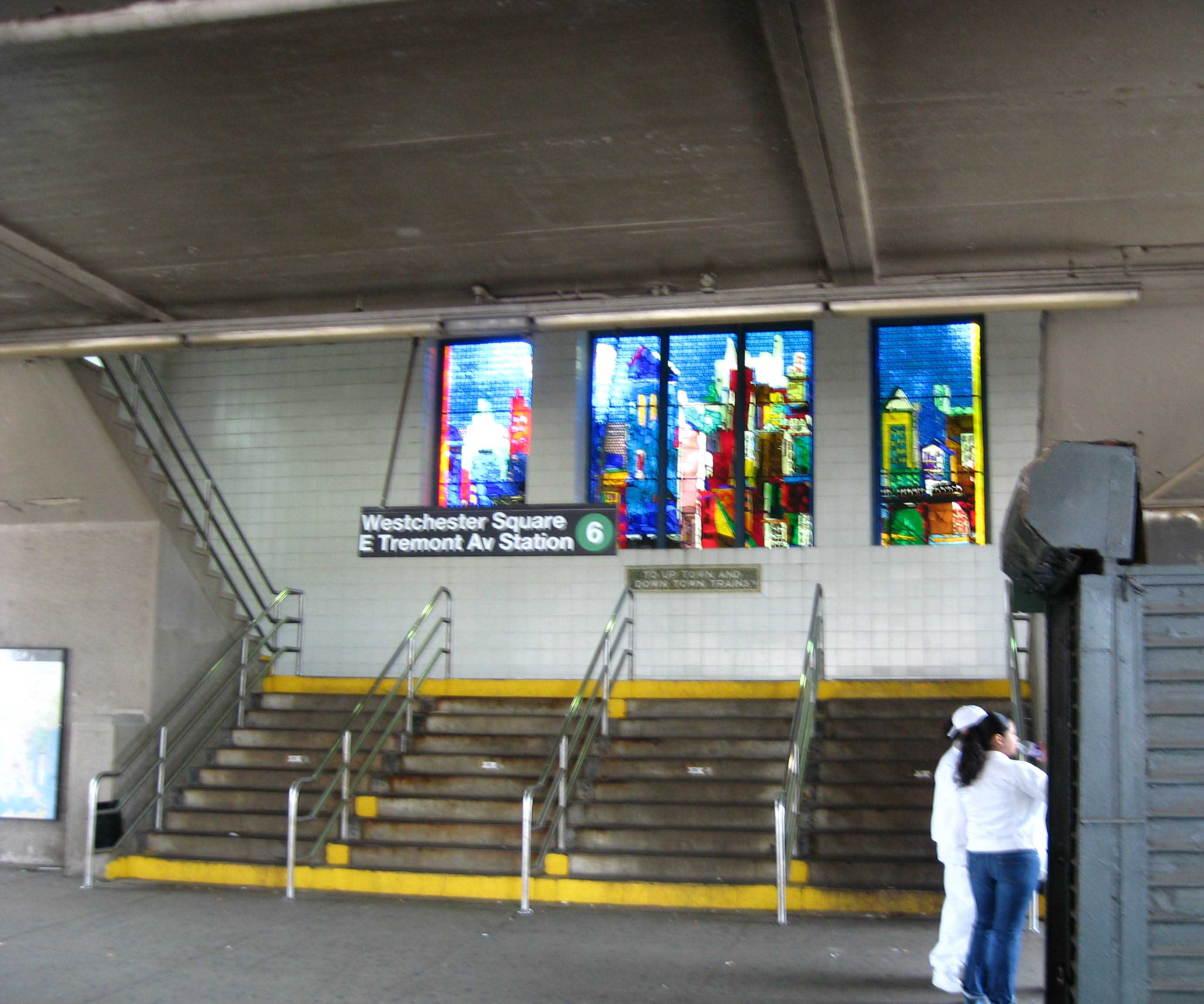
Escalera